# Macellicephala longipalpa
Macellicephala longipalpa är en ringmaskart som beskrevs av Uschakov 1957. Macellicephala longipalpa ingår i släktet Macellicephala och familjen Polynoidae. Arten har ej påträffats i Sverige. Inga underarter finns listade i Catalogue of Life.